# I Legislatura del Congreso Nacional de Venezuela
La I Legislatura del Congreso Nacional de Venezuela consiste en el listado de diputados y senadores por entidad federal que componen dicho órgano, quienes resultaron elegidos en las elecciones del 7 de diciembre de 1947 con el apoyo de distintos partidos políticos. En este período legislativo Acción Democrática (AD) obtuvo la mayoría en la Cámara de Diputados y en el Senado. La legislatura sesionó hasta el 4 de diciembre de 1948, después del golpe de Estado en Venezuela el mismo año, cuando la Junta Militar de Gobierno disolvió el Congreso de la República.

## Historia
Las elecciones generales de Venezuela de 1947 le concedieron mayoría absoluta a Acción Democrática. La legislatura sesionó desde el 2 de febrero hasta el 4 de diciembre de 1948, después del golpe de Estado en Venezuela el mismo año, cuando la Junta Militar de Gobierno disolvió el Congreso de la República. La medida incluyó a las cámaras y la Comisión Permanente del Congreso, las asambleas legislativas estatales y las comisiones permanentes respectivas. La disolución, presuntamente temporal, duró por más de una década.

## Senadores
- Jesús Faría

## Diputados
| Entidad federal  | Diputado                 | Partido                        | Ref   |
| ---------------- | ------------------------ | ------------------------------ | ----- |
| Distrito Federal | Arístides Calvani        | Copei                          |       |
| Distrito Federal | Luis Villalba Villalba   |                                |       |
| Distrito Federal | Rafael Caldera           | Copei                          |       |
| Distrito Federal | Gustavo Machado          | Partido Comunista de Venezuela | [ 2 ] |
| Anzoátegui       | Jaime Lusinchi           | Acción Democrática             |       |
| Anzoátegui       | Octavio Lepage           | Acción Democrática             |       |
| Falcón           | Valmore Rodríguez        | Acción Democrática             |       |
| Mérida           | Domingo Alberto Rangel   | Acción Democrática             | [ 3 ] |
| Lara             | Dori Parra de Orellana   | Acción Democrática             | [ 4 ] |
| Táchira          | Carlos Andrés Pérez      | Acción Democrática             | [ 5 ] |
| Yaracuy          | Carmen Moreno de Gimenez | Acción Democrática             |       |
| Zulia            | Juan Bautista Fuenmayor  | Partido Comunista de Venezuela |       |